# Kilometer
| Grotere/kleinere eenheden | Grotere/kleinere eenheden | Grotere/kleinere eenheden |
| factor                    | naam                      | symbool                   |
| ------------------------- | ------------------------- | ------------------------- |
| 10−15                     | femtometer of fermi       | fm                        |
| 10−12                     | picometer                 | pm                        |
| 10−10                     | ångström                  | Å                         |
| 10−9                      | nanometer                 | nm                        |
| 10−6                      | micrometer of micron      | µm                        |
| 10−3                      | millimeter                | mm                        |
| 10−2                      | centimeter                | cm                        |
| 10−1                      | decimeter                 | dm                        |
| 1                         | meter                     | m                         |
| 101                       | decameter                 | dam                       |
| 102                       | hectometer                | hm                        |
| 103                       | kilometer                 | km                        |
| 106                       | megameter                 | Mm                        |
| 109                       | gigameter                 | Gm                        |
| 1012                      | terameter                 | Tm                        |

De oorspronkelijke definitie van de meter in 1795 was 1/10.000.000e deel van de helft van de lengte van een meridiaan. De in deze figuur aangeduide afstand was dus per definitie 10.000 km

De kilometer (symbool km) is een van het SI afgeleide eenheid van lengte, gelijk aan 1000 meter. De kilometer is sedert de invoering van het metriek stelsel de gebruikelijke eenheid om een reisafstand over land aan te geven. In sommige landen wordt hiervoor de mijl gebruikt.
1 kilometer is ongeveer gelijk aan:
- 0,621 371 192 Engelse mijl
- 0,54 zeemijl (1 zeemijl komt overeen met 1/60 breedtegraad: 40 000 / (60 × 360 km)
- 3281 voet
- de golflengte van een (lange) radiogolf met een frequentie van 300 kHz (zie ook elektromagnetische straling).

Lengtes om een kilometer mee te vergelijken:
- de kilometerwei (kilometerweg) te Nijega (Smallingerland).
- 1,3 km, de hoogte van de Haltitunturi, het hoogste punt in Finland.
- 1,99 km, de overspanning van de Akashi-Kaikyobrug, de langste hangbrug ter wereld (in 2003).
- 2,1 km, de hoogte van de Kebnekaise, het hoogste punt in Zweden.
- 4,808 km, de hoogte van de Mont Blanc, het hoogste punt in West-Europa.
- 5,642 km, de hoogte van de Elbroes, de hoogste berg van Europa.
- 5,895 km, de hoogste piek in Afrika, de Kilimanjaro.
- 6,6 km, de lengte van de Westerscheldetunnel, de langste in slappe grond geboorde tunnel ter wereld.
- 7,5 km, de diepte van de Caymantrog, het diepste punt in de Caraïbische Zee.
- 8,848 km de hoogte van de Mount Everest, het hoogste punt op aarde, ten opzichte van zeeniveau.
- 11,035 km de diepte van de Marianentrog, het diepste punt op aarde, ten opzichte van zeeniveau.

## Kilometrering
Een positie langs een weg of spoorweg (een enkelvoudige coördinaat, geen positie in de dwarsrichting) wordt vaak aangeduid met de kilometrering, het aantal km van een basispunt. Dit wordt bij veel spoorwegen en grotere wegen getoond op hectometerpalen e.d. Zie ook Geocode (spoorlijn).

## Trivia
- In de praktijk wordt vaak 'kilometer' gezegd als men kilometer per uur bedoelt. Op de borden die een maximumsnelheid aangeven stond tussen 1936 en 1966 zelfs 'km', wat dus een onjuiste eenheid was.